# Marco Livio Druso (tribuno)
Marco Livio Druso (in latino Marcus Livius Drusus; 124 a.C. – 91 a.C.) fu tribuno della plebe della Repubblica romana; riuscì a garantirsi il sostegno di molti membri del Senato romano, ma fu assassinato quando propose di estendere la cittadinanza romana a tutti gli Italici.
Il fallimento delle sue riforme legislative e il suo successivo assassinio alla fine del 91 a.C. sono considerati una causa immediata della guerra sociale (91-88 a.C.).

## Biografia
Druso fu figlio di Marco Livio Druso, fratello di Livia Drusa (moglie di Marco Porcio Catone Saloniano) e padre adottivo di Marco Livio Druso Claudiano.
Come tribuno della plebe, nel 91 a.C., mise in atto una politica che andò a favore della classe senatoriale, conferendole la giurisdizione sulle giurie sottratta all'ordine equestre come punizione per l'ingiusta condanna di Publio Rutilio Rufo nel 92 a.C. Tra i suoi interventi a favore della plebe, installò una commissione per garantirle più terre, sia a Roma sia nelle nuove colonie, e impose l'abbassamento del prezzo del grano.
Giunse ad ottenere il sostegno di molti influenti senatori, tra cui Marco Emilio Scauro, ma lo perse quando volle garantire la cittadinanza romana agli alleati italici. Si inimicò il Senato, i membri dell'ordine equestre, il popolo di Roma che non voleva che gli Italici divenissero cittadini, e persino i ricchi possidenti terrieri italici, che temevano di perdere le proprie terre. Le sue leggi precedenti vennero dichiarate invalide, e dopo poco, nel novembre dello stesso anno, Druso venne assassinato.
La sua morte segnò l'inizio della Guerra sociale del 91-88 a.C., con gli Italici che si rivoltarono.